# Alcubilla de Nogales
Alcubilla de Nogales es un municipio y villa española de la provincia de Zamora, en la comunidad autónoma de Castilla y León. Cuenta con una población de 108 habitantes (INE 2024).

## Toponimia
El topónimo Alcubilla es un diminutivo de alkúba, vocablo de origen hispano-árabe. A su vez, alkúba podría derivar del latín vulgar cova, femenino de covus, cuyo significado es hueco. Se pudo utilizar para referirse a la existencia en el lugar de un «arca de agua», es decir, una casita o depósito para recibir el agua y distribuirla. Sin embargo, la tradición popular de la localidad lo hace derivar de la «alcoba pequeña» que antaño tuvo el antiguo abad del cenobio de Nogales en el pueblo y que solía frecuentar durante sus paseos. Por su parte, Nogales hace referencia a la estrecha vinculación de esta localidad con el cercano «monasterio de Nogales» que estaba situado a 1 km y del que aún restan algunos paredones y ruinas.

## Geografía física
Ubicación
El municipio se encuentra situado en el límite septentrional de la provincia de Zamora, dentro del valle del Eria de la comarca de Benavente y Los Valles.
| Noroeste: San Esteban de Nogales (León) | Norte: San Esteban de Nogales (León) | Noreste: Alija del Infantado (León) |
| Oeste: Villageriz                       |                                      | Este: Alija del Infantado (León)    |
| Suroeste: Villageriz                    | Sur: Arrabalde                       | Sureste: Arrabalde                  |

## Historia

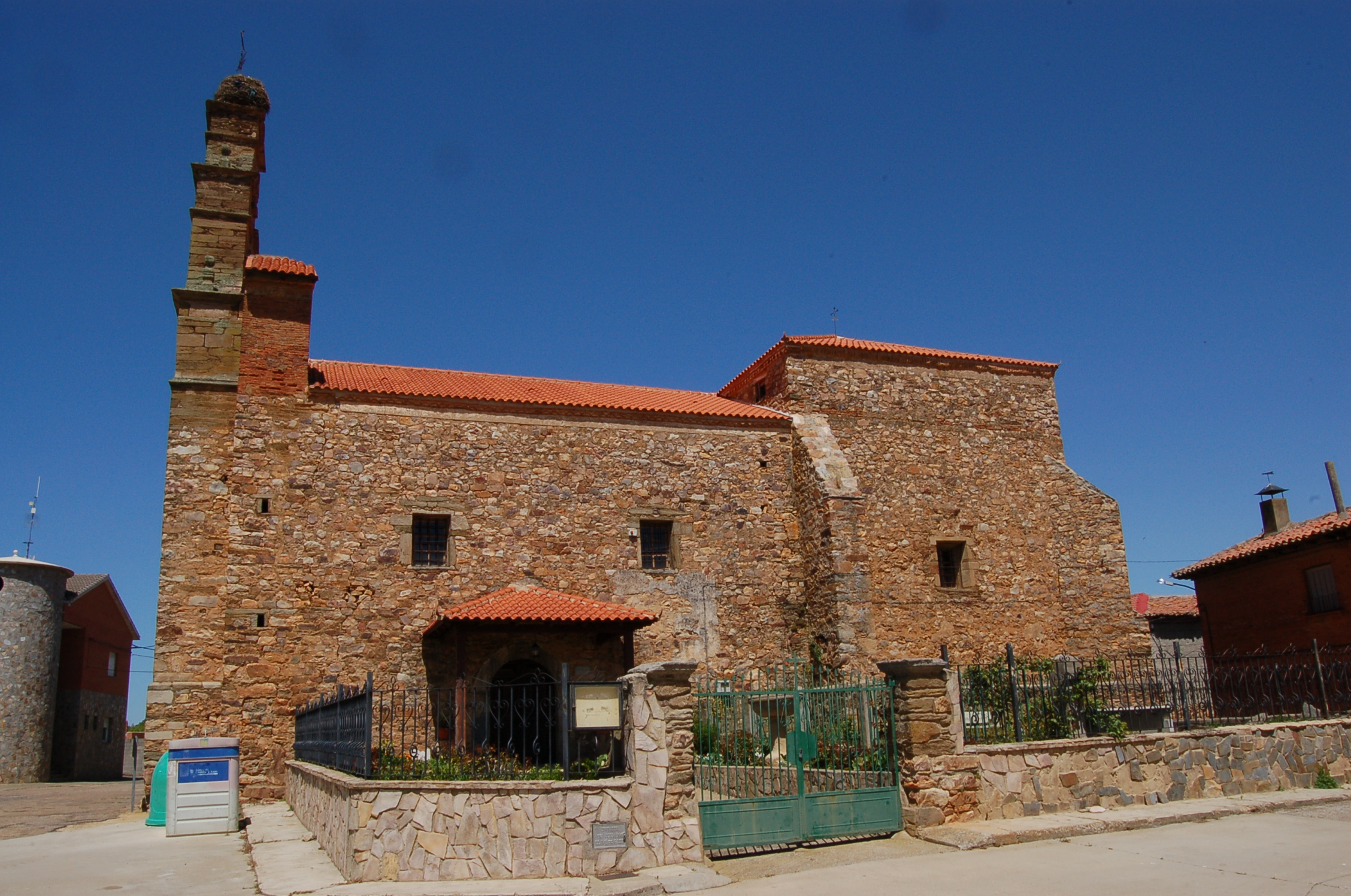
Iglesia

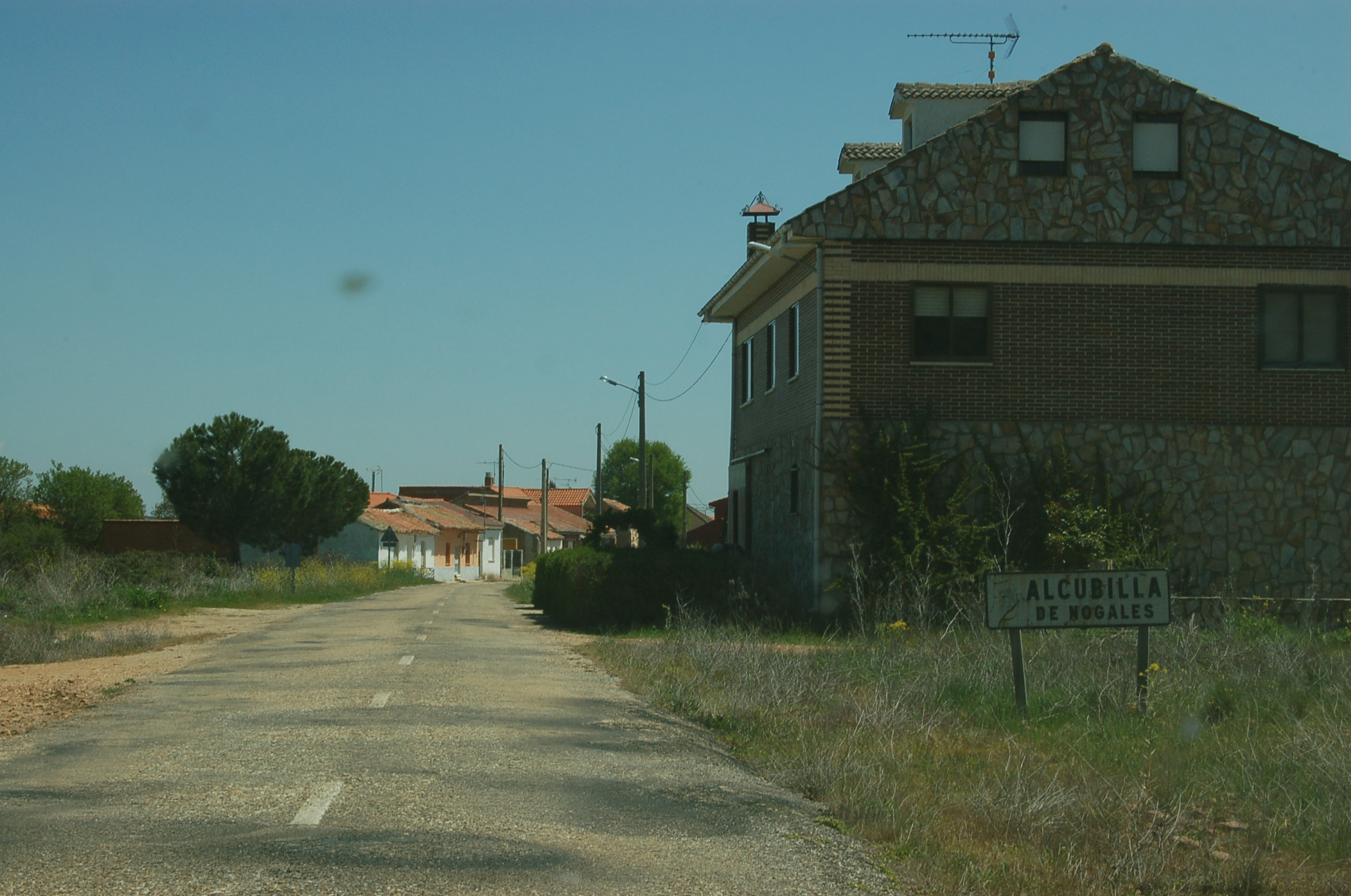
Entrada al pueblo

Varios dólmenes del Neolítico y la Cueva de los Moros, localizada en la sierra de Carpurias, serían los primeros vestigios de poblamiento humano en el término municipal de Alcubilla. La localidad, no obstante, sería repoblada en la Edad Media, integrándose en el Reino de León del que era dependiente el monasterio de Nogales, bajo cuya influencia se situaba Alcubilla.
Posteriormente, en la Edad Moderna, Alcubilla fue una de las localidades que se integraron en la provincia de las Tierras del Conde de Benavente y dentro de esta en la Merindad de la Polvorosa y la receptoría de Benavente. No obstante, al reestructurarse las provincias y crearse las actuales en 1833, la localidad pasó a formar parte de la provincia de Zamora, dentro de la Región Leonesa, quedando integrada en 1834 en el partido judicial de Benavente.
Curiosamente, en el Real Decreto sobre la subdivisión en partidos judiciales de 1834 se recoge la localidad denominada como Alcubilla de Vidriales, pese a haber sido parte integrante no de la merindad de Vidriales sino de la de La Polvorosa.

## Geografía humana

### Demografía
Cuenta con una población de 108 habitantes (INE 2024).
| Gráfica de evolución demográfica de Alcubilla de Nogales entre 1842 y 2021                                            |
| |
| Población de derecho según los censos de población del INE. Población de hecho según los censos de población del INE. |

### Economía
Pertenece a la indicación geográfica, con derecho a la mención vino de calidad, de Valles de Benavente.

## Cultura

### Patrimonio
Alcubilla de Nogales cuenta con un importante patrimonio histórico-artístico, integrado por la iglesia de San Verísimo, las ruinas de la abadía de Nogales, situada a un kilómetro del pueblo, varios dólmenes del Neolítico y la Cueva de los Moros, localizada en la sierra de Carpurias.

### Fiestas
Alcubilla conmemora la festividad del Corpus Christi el 10 de junio, pero esta es trasladada al primer fin de semana de agosto debido a que es cuando más gente se concentra en esta localidad. Normalmente suele haber grupos de música por las noches dedicando un día a la temática del rock y otro día para la población joven. También existe la festividad de San Verísimo el día 1 de octubre.